# 初詣臨時列車

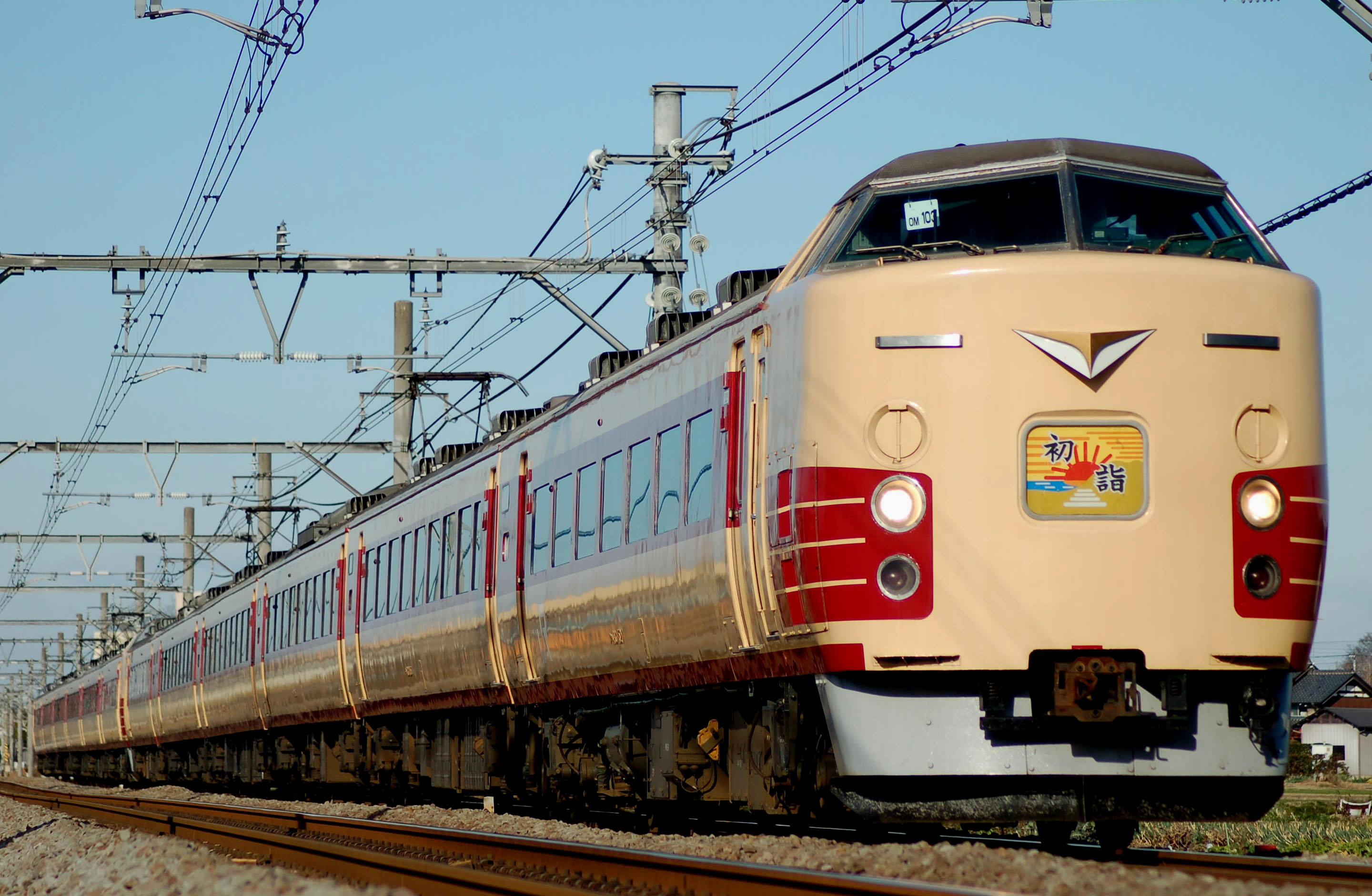
「初詣」ヘッドマークで運転される183系の初詣臨時列車

初詣臨時列車（はつもうでりんじれっしゃ）は、大晦日から正月にかけて運行される臨時列車。
初詣の参拝客の多い神社や寺院への交通アクセスとしての役割を持つ。略称は「初詣臨」など。

## ダイヤについて
一般乗客が乗車できる列車については、運行時期に発行される時刻表にダイヤが記載されている。一部の列車では大晦日終夜運転や初日の出列車として運行され、寺社の名前を付けた列車愛称で運行されることがある。また沿線に参拝客の多い寺社が点在する場合は正月用の特別ダイヤを組んで、普段は通過する優等列車を臨時停車させたり、増発、増結、延長運転する場合もある。
営業面ではこの期間に寺社の最寄り駅までの企画乗車券や一日乗車券、往復乗車券・臨時列車の座席指定券・現地の観光をセットにした日帰りツアーを発売したり、優待券などの特典を添えて発売することがある。なお近畿日本鉄道のように大々的に行う会社がある反面、京王電鉄の高尾山往復割引券のように参拝客の利用が集中する期間は企画乗車券の発売を中止する場合もある。
2021年には新型コロナウイルス感染症第3波流行の影響で、初詣臨時列車は感染拡大防止の観点からほとんどの事業者で運転中止となった。

## 主な初詣臨時列車
日帰りツアーの一種として団体専用列車として運行されるものと、多客臨時列車として一般客でも利用できるものがある。前者の場合はジョイフルトレインで運行されることがある。愛称は一例で、年によって変化することもある。

### 北海道
- （函館本線・千歳線・札沼線、北海道神宮）

### 東北地区
- 平泉仙台初詣号（東北本線、中尊寺）
- 仙台開運号（大崎八幡宮･廃止）
- 福満招福号（只見線、柳津虚空蔵尊･廃止）

### 関東地区
- 鎌倉臨（鶴岡八幡宮･運行終了）

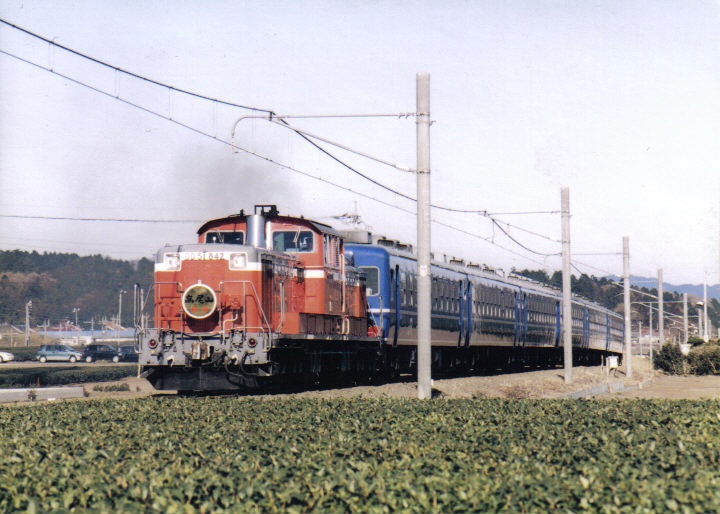
高尾臨の団体列車の一例。八高線金子→箱根ヶ崎間にて（1999年1月）

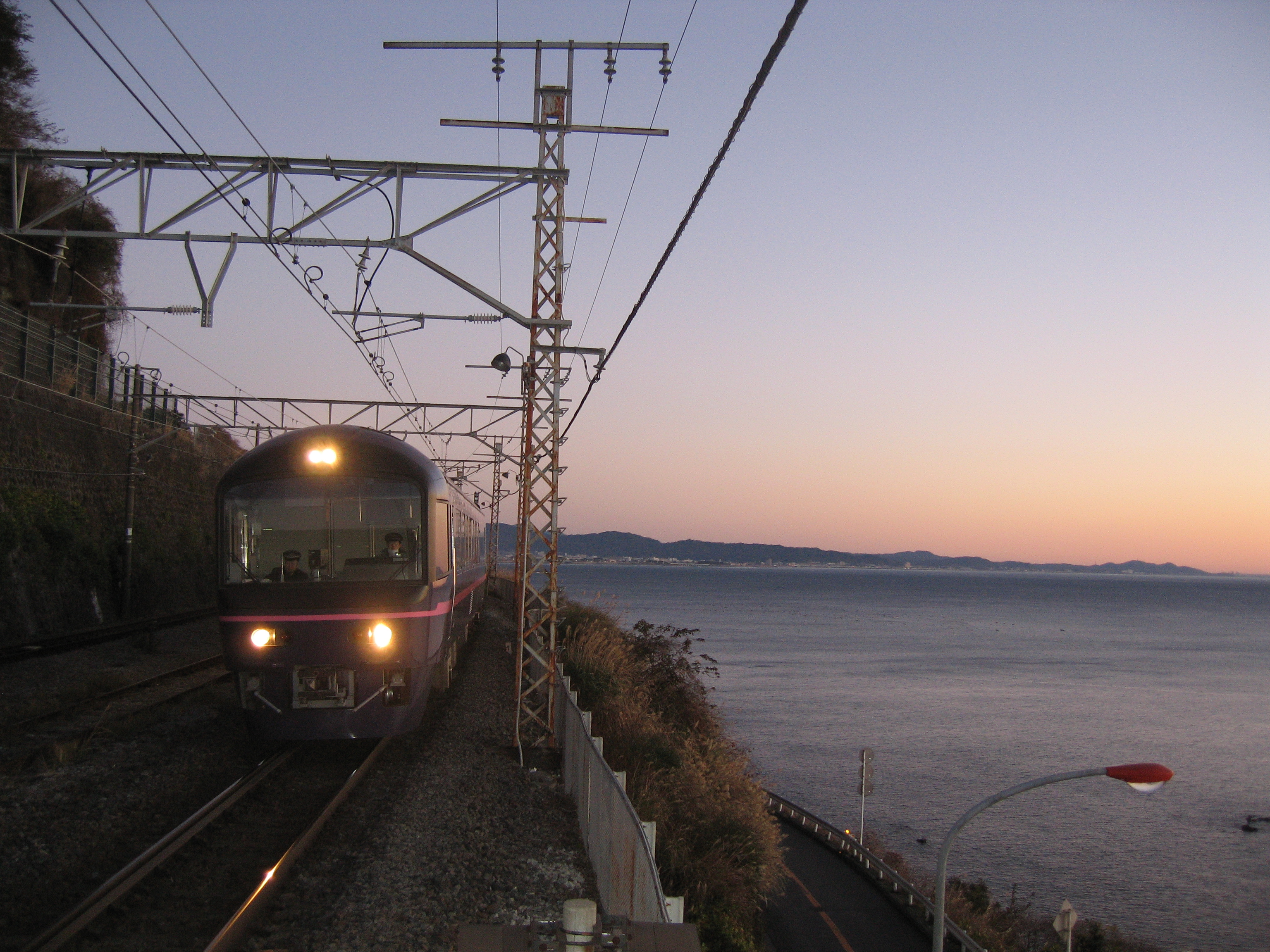
熱海初日の出号（2008年）

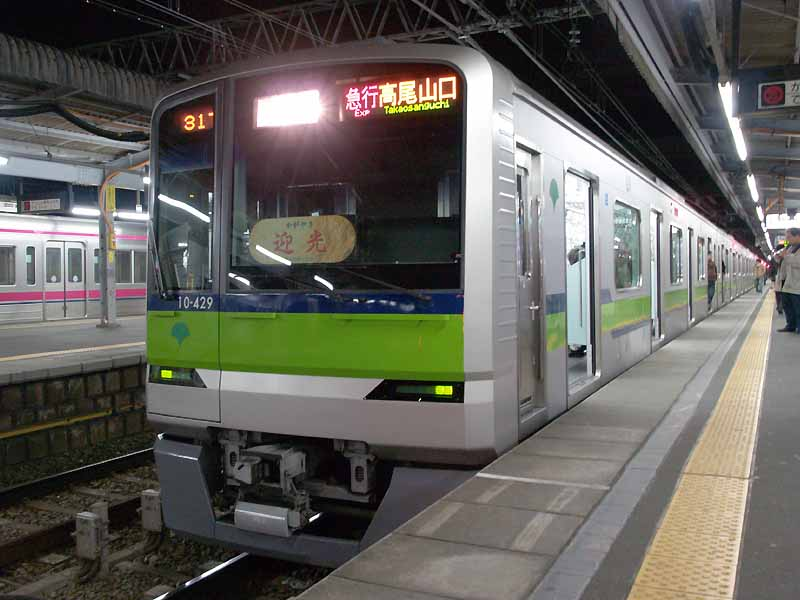
迎光かがやき号（2006年）

- 成田臨（成田山新勝寺）※京成電鉄も臨時シティライナーを運行
  - 成田山初詣ぐんま号
  - 成田山初詣伊東号(運行終了)
  - 成田山初詣青梅号
  - 成田山初詣やまなし号
  - 成田山初詣横須賀号(運行終了)
  - 成田山初詣むさしの号
  - 成田山初詣常磐号(運行終了)
  - 早春成田初詣号(鹿島神宮への輸送も含む)
- 高尾臨（高尾山薬王院）
  - 迎光かがやき号（都営地下鉄新宿線→京王線→高尾線、高尾山薬王院･運行終了）
- だるまエクスプレス（京急本線 - 大師線、平間寺：川崎大師･運行終了）
- 初日号（京急本線→久里浜線 運行終了）
- 犬吠初日の出号・外房初日の出号（総武本線・成田線、外房線）
- 富士初日の出号(中央本線･富士急行線)
- 熱海初日の出号・伊豆初日の出号（東海道本線・伊東線 運行終了）
- 常磐初日の出号（リゾートエクスプレスゆうの廃車により、運行終了）
- ニューイヤーエクスプレス（小田急小田原線・江ノ島線）
- 初詣&初日の出号（東京メトロ千代田線・小田急線、運行終了）
  - 千代田線 - 小田急の臨時列車は、初詣臨時の翌日、翌々日：1月2-3日に箱根駅伝観戦のための臨時直通列車も運転される。
- 上信電鉄上信線 - 富岡市貫前神社への臨時列車
- わたらせ渓谷鐵道わたらせ渓谷線 - 貴船神社への臨時列車

### 中部地区
- 豊川臨（飯田線、豊川稲荷）
- 伊勢臨（参宮線、伊勢神宮）
- 初詣100円臨時列車（長野電鉄長野線、善光寺） - 1乗車100円（小児50円）均一
- 坐光寺臨（飯田線）
- ニューイヤー号（しなの鉄道、善光寺）
- きらきら行く年/きらきら来る年、初詣NODOKA（越後線 - 弥彦線、弥彦神社）
- 開運号（富山地方鉄道本線、岩峅雄山神社）

### 近畿地区
- 年越し参り臨時列車（近江鉄道本線 - 多賀線、多賀大社）

### 中国・四国地区
- 大社臨（山陰本線、出雲大社） - JR大社線廃止前は大社線に乗り入れ
- 初詣ミッドナイト電車（一畑電車大社線 - 北松江線、出雲大社、一畑寺）
- レオマ・初詣臨時列車（高松琴平電気鉄道琴平線、金刀比羅宮）
- こんぴら初詣号・こんぴら初日の出号（瀬戸大橋線 - 土讃線、金刀比羅宮）
- やくおうじ号（高徳線・牟岐線、大麻比古神社・薬王寺）
- 宮島号（呉線・可部線 - 山陽本線、厳島神社）
- SL津和野稲成号（山陽本線 - 山口線、津和野太皷谷稲成）

### 九州地区
- 初詣号（鹿児島本線）博多駅〜小倉駅・博多駅〜二日市駅[2]・久留米駅

- 初詣号（西鉄天神大牟田線 - 太宰府線、太宰府天満宮） - 平日ラッシュ時は太宰府線への直通列車あり

## 設定路線
多くの路線で正月三が日は休日ダイヤを適用することが多いが、参詣客の多い寺社が沿線にある場合は正月用の特別ダイヤを設定することがある。この場合はヘッドマークを取り付けたり、運用の関係で特急形車両や急行形車両などが普通列車の運用に就くことがある。
- 京王線・高尾線 - 深大寺・金剛寺（高幡不動尊）・高尾山薬王院など
- 京急大師線 - 川崎大師
- 京成本線 - 成田山新勝寺。2007年より普通列車の延長運転を開始
- 京成金町線 - 柴又帝釈天。終夜運転では都営地下鉄浅草線からの直通運転もあった
- 成田線 - 成田山新勝寺。三が日は、成田エクスプレスが成田駅に臨時停車する
- 東武大師線 - 西新井大師
- 名古屋市営地下鉄 - 熱田神宮。名城線の環状運転が日中に倍増（通常10分間隔を5分間隔）し、東山線の本数が土休日より減少する。2012年以降は実施されず、通常の土曜・休日ダイヤで運行される
- 近鉄南大阪線 - 葛井寺（藤井寺）・橿原神宮・吉野神宮など。日中に臨時急行を運行
- JR奈良線 - 伏見稲荷大社への参拝客への配慮として、通常快速列車は通過となる稲荷駅を臨時停車する関係で、日中中心で特別ダイヤになっている
- JR桜井線（万葉まほろば線） - 大神神社への参拝客対応として、大晦日〜正月三が日にかけて、日中を中心に本数を増加させている
- 京阪本線・宇治線・交野線・中之島線・鋼索線
- 近江鉄道本線 - 多賀線 - 多賀大社。本線の快速を高宮駅に臨時停車
- 南海本線 - 空港急行と区間急行を住吉大社駅に臨時停車
- 西鉄貝塚線 - 香椎宮・宮地嶽神社